# 竺山湖隧道
竺山湖隧道是江苏省境内的一条隧道，是 341省道（宜马快速通道）的组成部分，位于常州市武进区和无锡市滨湖区、宜兴市之间，下穿竺山湖，全长7.81公里，于2019年12月19日开工，2021年9月29日宜兴段开工，2023年11月14日全线贯通，2024年12月26日通车。